# Personalitat
La personalitat és el constructe psicològic que fa referència al còmput de característiques psíquiques d'un individu. Aquestes característiques, físiques, genètiques i socials que reuneix un individu són les que el fan diferent i únic respecte de la resta. La interrelació de totes aquestes característiques serà la que en determinarà la conducta i el comportament. La majoria de teories sobre la personalitat defensen que aquesta persona és generalment estable i no propensa a canvis ràpids.
En bona part, la personalitat està determinada pels gens, que ens proporcionen una gran varietat de predisposicions. Però l'ambient i les experiències de la vida s'ocupen de modelar totes aquestes possibilitats. Per tant, encara que puguem canviar la nostra manera de ser, ho fem sobre la base d'aquestes característiques de personalitat amb què hem vingut al món.
L'aspecte dinàmic de la personalitat permet apreciar que tots els éssers humans experimenten intercanvis de manera constant amb el medi que els envolta. Pel que fa a les formes de pensar i d'actuar, mostren que la personalitat està composta per una vessant interna (pensament) i una altra vessant de caràcter externa (simbolitzat en la conducta).
Així doncs, la personalitat està composta per dos elements: temperament i caràcter; un té un origen genètic i l'altre és de tipus social, és a dir, que el determinarà l'ambient en el qual visqui l'individu. El temperament seria el grau de càrrega emotiva que l'individu estableix a les coses. I, per l'altre costat, el caràcter indicarà la manera a través de la qual actuem, ens expressem i pensem.

## Origen del concepte
La paraula personalitat, igual que "persona", deriva del llatí personam, paraula que designava la màscara amb què es tapaven la cara els actors durant les representacions dramàtiques. Fa referència a allò que es percep o a la forma amb què ens mostrem davant dels altres. Aquest origen es veu clarament en un dels significats actuals de la paraula personalitat, segons el qual "aquesta és una màscara que serveix per disfressar l'íntima individualitat i que representa només la ment col·lectiva" (Jung). Segons això, cada ésser humà, en aquesta comèdia o tragèdia que és la vida, porta posada una màscara que li serveix precisament per ocultar el seu veritable jo, el seu jo íntim. A poc a poc, el terme va anar passant del seu significat concret a altres esferes de la societat, més enllà del teatre.
El concepte de personalitat guarda una estreta relació històrica i teòrica amb el de “persona”, que té un caràcter més filosòfic, i els orígens es remunten a les creences religioses més antigues. La paraula “persona” va significar al principi «allò aparent», el que és postís, és a dir, el caràcter de l'ésser humà creat per l'autor dramàtic i que l'actor encarnava en l'escena. Per tant, el veritable caràcter de l'actor, que quedava ocult després de la màscara.

## Límit de la personalitat i funcions
Segons autors com Gordon Allport, la personalitat es construeix des de la infantesa, a partir del concepte que un té sobre si mateix i el que els altres persones demostren que pensen sobre un, i això en marca els límits. En termes pràctics, els límits de la personalitat són la reactivitat que ha tingut un humà a les conductes exteriors. Allport descriu set funcions que marquen aquests límits:
1. El jo corporal: l'infant descobreix paulatinament el seu cos, les sensacions que rep del món que l'envolta, i això implica conèixer els límits del propi cos.
2. Identitat pròpia o identitat d'un mateix: es desenvolupa en els dos primers anys de vida. Hi ha un moment en la nostra vida en què ens veiem com a ens individuals, separats i diferenciats dels altres. Aquest coneixement es veu reforçat cada vegada que es fa servir el nom propi de cadascú.
3. Autoestima, adquirida entre els 2 i els 4 anys. Aproximadament als dos anys els infants es deleixen per fer les coses per si mateixos i no volen que d'altres els ajudin. Una característica del sentit naixent d'autoestima en l'infant és el negativisme. El nen utilitza la paraula no per a afirmar la seva llibertat del control de l'adult. Uns pares càlids i positius fan saber a l'infant que és acceptat com a competent i valuós. En el cas de pares molt coercitius el que transmeten són sentiments d'incapacitat en els infants. Uns pares tolerants i indulgents que fomentin una actitud de sentir-se bé en l'infant, sense importar com es comporti, li creen un fals sentit d'autoestima, perjudicial per al seu desenvolupament.
4. Extensió de si mateix o autoextensió: entre els quatre i els sis anys, l'infant continua elaborant el concepte de si mateix a partir de “l'extensió de si mateix”, que es refereix al sentit de possessió (pensaments del tipus “si algú trenca la meva joguina, m’està fent mal a mi”). Això es manifesta quan juga: quan juga protegeix i reclama els seus drets, però no respecta els dels altres, per la necessitat d'allargar els límits de si mateix.
5. Imatge d'un mateix o autoimatge: també es desenvolupa entre els quatre i els sis anys. És el coneixement de l'expectativa dels altres i la comparació amb la conducta pròpia. L'infant arriba a entendre les expectatives paternes i a percebre el grau de satisfacció o no dels rols esperats. Aquesta imatge inicial de si mateix posa els fonaments per al desenvolupament de la consciència, i més tard el d'intencions i objectius.
6. La identitat racional, és a dir la capacitat per resoldre problemes emprant el raonament, que s'adquireix entre els 6 i els 12 anys.
7. L'esforç adient, saber marcar-se fites en la vida i fer plans per aconseguir-les.

## Tests de personalitat
Es pot determinar el tipus de personalitat d'un individu emprant tests, dels quals s'han dissenyat diversos models. Es fan servir per diverses raons: ajudar a diagnosticar malalties, ajustar tractaments a persones amb problemes de conducta, seleccionar personal en una empresa, acomodar la publicitat al tipus d'usuari/ària, en investigació criminal. La següent llista són els models de test més emprats: el model dels cinc factors, l'MMPI-2 o anomenat també test de Minnesota (per haver-se creat en la universitat d'aquella ciutat), el Rorschach, el KON-2006 (creat per distingir símptomes de neuroticisme d'altres de pseudoneuròtics, per exemple una conducta sorgida com a reacció a l'estrès), l'EPQ-R (dissenyat per Hans Eysenck). Tots aquests tests es consideren estadísticament fiables i vàlids, els dos requisits dispensables per confiar en el seu ús. “Cadascun d'aquests elements estaran influïts fins a un cert grau pel constructe subjacent de trets, i donarà lloc a un esquema positiu d'interrelacions cap al que tots els ítems (paraules) estan orientats." Un test recent, però no gaire conegut, és el 16PF, que mesura la personalitat segons els 16 factors descrits per Raymond Cattell.

## Història i evolució

### Temperament i filosofia
Ja trobem tractats sobre aspectes relacionats amb la personalitat des de l'edat antiga. Trobem mostres escrites de l'àmbit de la filosofia, la geografia i la medicina que relacionen les característiques d'individus o poblacions senceres amb diversos elements.
Una de les teories que va guanyar renom i es reconegué a Occident fins molts segles després és la teoria dels humors, ideada pel metge grec Hipòcrates (460 - 370 aC), qui va associar 4 tipus de personalitat, segons els elements naturals: aire (càlid i optimista), terra (sec i trist), foc (càlid i irascible) i aigua (fred i apàtic).
Posteriorment, però encara a l'antiga Grècia, es va començar a parlar del temperament com a tal, segons la idea que hi ha una base biològica de la personalitat humana. Aquests defensaven que existien 4 humors bàsics, cadascun determinat per l'excés d'un dels líquids: la bilis negra determina el melancòlic (semblant al de “terra”), el flegma determina el flemàtic (semblant a l'”aigua”), la sang determina el sanguini (semblant a l'"aire") i la bilis groga determina el colèric (semblant al de “foc”).
Altres autors més actuals també han considerat el temperament com a base de la personalitat: Buss i Plomin creien que aquest era només la personalitat del nen, mentre que Allport i Kagan defensaven que el temperament era el nucli emocional de la personalitat adulta. A partir d'aquesta última visió, Chess i Thomas van desenvolupar l'estudi de les característiques bàsiques del temperament infantil, que mesurava diferents dimensions (activitat, adaptació a l'entorn, sensibilitat a estímuls, etc.) dels nens per determinar si eren “fàcils, difícils o inhibits”, i així poder predir la seva personalitat quan fossin adults.

### Sigmund Freud i la psicoanàlisi
La invenció de la teoria de la psicoanàlisi de Freud (1886) va suposar la tornada de la personalitat com a tema d'estudi de la psicologia. Freud parlava de l'estructura psicològica dividida en tres parts relacionades: l'allò, el jo i el superjo; i la seva relació i equilibri determinarien la conducta i decisions de la persona.

### Tipologia física i personalitat
Els seguidors d'aquestes teories defensaven que existia una relació entre la tipologia física, és a dir la constitució biològica de les persones, i la seva personalitat. Els autors més destacats en aquest corrent van ser E. Kretschmer i W. Sheldon.
Ernst Kretschmer (1888)La seva teoria de la personalitat va determinar 3 tipus bàsics de físic, els quals tenien associats certs trets de personalitat cadascun i major o menor tendència a patir algunes malalties:
- Constitució pícnica → així definia a les persones obeses o amb sobrepès, les quals relacionà amb la tendència a manifestar trastorns mentals maniacodepressius.
- Constitució muscular → eren els cossos atlètics, els quals pensava que tenien propensió a tenir epilèpsia.
- Constitució astènica → es referia als físics prims, que segons ell tenen tendència a l'esquizofrènia.

William Herbert Sheldon (1898)
Seguint la línia d'estudi de Kretschmer, va associar cadascuna de les 3 tipologies físiques a estats embrionaris/somatotips i als seus respectius trets de personalitat.
- Cos endomòrfic (pícnic): → persones rodones, suaus, amants del menjar, tolerants, sociables, animades, afectuoses.
- Cos mesomòrfic (muscular) → persones musculades, dures, aventureres, coratjoses, indiferents al perill i a opinions alienes, competitives.
- Cos ectomòrfic (astènic)→ persones primes, delicades, auto-conscients, introvertides, inhibides, poc expressives.

### Evolució 1930 - 1950
Durant els anys 1930, es va produir el sorgiment de la psicologia de la personalitat com a disciplina científica independent, i 1932 es publicà la primera revista dedicada específicament a l'estudi de la personalitat: “Character and Personality”, l'objectiu de la qual era unir els estudis alemanys, britànics i americans d'aquest àmbit. L'any 1937 es publica la primera edició del llibre d'Allport Personality. Aquesta publicació és una fita en el sorgiment acadèmic de la disciplina de la psicologia de la personalitat, de la qual se'n considera Allport un dels fundadors.

#### Models lèxico-factorials
Es basen en la importància de les paraules a l'hora de descriure els trets de la personalitat, a partir d'adjectius. La pràctica d'aquests models per trobar els factors bàsics de la personalitat es basava en un buidatge de diccionari: buscar-hi adjectius que descriguessin el comportament, eliminar-ne els sinònims i els poc coneguts, i quedar-se amb els essencials.
Això ho van dur a terme Allport i Henry Odbert el 1936, quan van trobar 4.504 paraules relacionades amb trets psicològics. Més tard Raymond Cattell va seguir el seu treball, reduint aquests mots a 171 descriptors, amb els quals va realitzar una anàlisi factorial, de la qual resultaren 16 factors (12 de primer ordre i 4 de segon). Aquests va ser la base de l'actual model dels cinc factors (o Big Five), ja que, a partir dels trets d'Allport i Odbert, altres autors (Norman el 1967 i Goldberg entre els 70 i 80) van seguir reduint els factors, fins a quedar-se només amb 5: neuroticisme, extraversió, obertura a l'experiència, cordialitat i responsabilitat.
Aquest model dels cinc factors es va avaluar amb dos tests: el NEO-PI (creat per Costa i McCrae) i el NEO-FFI. Més tard, però, es va ampliar aquest model, afegint un nou tret: la honestedat-humilitat. Aquest nou model, va ser anomenat HEXACO .
Alguns autors han criticat a aquests models lèxico factorials, l'absència de trets de la personalitat que han anomenat la Triada Fosca, valorats negativament, però existents en alguns individus: narcisisme, maquiavel·lisme i psicopatia.

#### Models biològico-factorials
Els defensors d'aquests models es basen en la genètica a l'hora de descriure la personalitat i en factors biològics que hi influeixen, com ara els nivells d'oxitocina que cada persona produeix en diferent grau.
Hans Eysenck (1940) Teoria del temperament
Proposa un enfocament científic, la concepció de la personalitat basada en la genètica. Defineix la personalitat com una organització més o menys estable i duradora del caràcter, temperament, intel·lecte i físic d'una persona, que determina la seva adaptació única a l'ambient.
Model bidimensional E-N
És el model que fou proposat per Jeffrey Alan Gray. La personalitat es forma arran dels trets extraversió (sensibilitat i cerca de l'estimulació dels sentits) i neuroticisme (força de reacció a estímuls estressants), i l'individu té uns trets de personalitat o uns altres segons quina combinació tingui d'aquests dos factors.
Model PEN
Partint del model anterior, va afegir el tret psicoticisme (fredor emocional i manca de sensibilitat).
Marvin Zuckerman (1983)
Va estudiar els efectes de la privació sensorial, i les diferències en aquest aspecte entre els individus. Per explicar-les va proposar una nova dimensió de la personalitat: la "cerca de sensacions", que es defineix com la necessitat de rebre sensacions noves, variades, provinents d'experiències intenses, que impliquen risc.

### Evolució 1940 - 1990
A més de les aportacions d'Eysenck i Zuckerman, durant les dècades dels 40-50 va haver-hi altres autors importants: C. Rogers, C. Jung, E. Erikson, A. Maslow, G. Kelly, A. Bandura, i F. Perls.
Entre els anys 1960-1970, es comencen a desenvolupar els tests psicomètrics coneguts (com el dels 16 factors de Cattell, ja esmentat) i, fins als anys 1980, comença una disputa entre diferents teories de la personalitat, cosa que causa la crisi de la disciplina. No obstant això, a la dècada dels 1990, es recupera d'aquesta crisi i es torna a perspectives diferencialistes i a models de trets (integrant aportacions socials sobre cultura, clíniques, etc). També es comencen a tenir en compte altres variables com la psicobiologia, les emocions, estudis de vides, etc. Actualment, els àmbits d'interès de la psicologia de la personalitat són molt diversos: genètica, cognició, motivació, patologia, etc.

## Estabilitat de la personalitat
Hi ha estudis recents que exposen les seves troballes sobre l'estabilitat de la personalitat en adults, adolescents i nens.
Diversos estudis longitudinals, que correlacionen els resultats dels tests a diferents edats, amb estudis transversals en diferents països han mostrat un alt grau d'estabilitat en els trets de personalitat en adults, especialment pel que fa al neuroticisme. Aquestes metadades informen que la personalitat s'estabilitza en els individus en edat laboral, estabilització que s'assoleix durant els quatre anys després de l'inici de la vida laboral. D'altra banda, hi ha poca evidència que els esdeveniments adversos al llarg de la vida tinguin algun impacte significatiu sobre la personalitat dels individus. Tanmateix, les investigacions més recents i la metaanàlisi d'estudis anteriors, indiquen que el canvi es produeix en tots cinc trets en diversos moments de la vida i sí que hi ha evidència de la influència de la maduració. De mitjana, els nivells de cordialitat i responsabilitat amb el pas dels anys, mentre que l'extraversió, el neuroticisme i l'obertura a les noves experiències disminueix. La recerca també ha demostrat que els cinc trets depenen del moment evolutiu individual de cada persona. Per exemple els nivells de cordialitat i responsabilitat demostren una tendència a la baixa durant la infantesa i la pubertat, però aquesta tendència s'inverteix durant l'adolescència i l'edat adulta. A banda dels efectes grupals descrits, hi ha persones que mostren patrons únics de canvi en tots els estadis de la vida.
Alguns autors, com Fleeson, (2001) suggereixen que els cinc trets de personalitat no s'haurien de concebre com a dicotomies (com ara extraversió contrastat amb introversió) sinó com un continu. Cada individu té la capacitat de moure’s al llarg de cada dimensió segons les circumstàncies (socials o temporals) del canvi. La persona no estaria en cap dels extrems de cada dicotomia sinó que seria una barreja d'ambdós, encara que mostraria algunes característiques més sovint que altres.
Un altre fet que ha posat al descobert la investigació és que a edats avançades (79–86), els individus amb baix quocient intel·lectual, augmenten en extraversió, però es produeix un declivi en responsabilitat i en benestar físic.
Tots aquests estudis són força fiables . En primer lloc, pel que fa als adults, els estudis de Costa i McCrae (1998) ens indiquen que les correlacions entre els trets del model dels cinc factors són de 0,7 mesurats amb sis anys de diferència. Tot i que si s'amplia aquesta mesura en dues setmanes més, la correlació augmenta a 0,8 i si els mesurem tenint en compte un període de 24 anys de la vida d'una persona, la correlació és de 0,65. Per tant, segons aquest estudi, la personalitat en adults és bastant estable i similar independentment del tret que mesurem. En segon lloc, en adults joves i adolescents la personalitat és menys estable. Es va comprar la personalitat d'alumnes universitaris al principi i a final de la carrera (quatre anys de diferència) i la correlació era de 0,6. I en adolescents, entre els 12 i els 16 anys (quatre anys de diferència també), la correlació era de 0,4.
I per acabar, estudiar l'estabilitat en nens és una tasca complicada, ja que fins als deu anys es descriuran a si mateixos en termes de “bo” i “dolent”, o poden haver-hi trets com l'obertura a l'experiència o l'honestedat-humilitat que encara no s'hagin manifestat… i normalment s'acostuma a preguntar als pares o als professors. Tot i així, hi ha un únic estudi que indica que la personalitat en nens és estable durant dos anys aproximadament, amb una correlació de 0.5, la qual trobem entre els 2 i els 3 anys, els 3 i els 6 anys, els 6 i els 8 anys i els 8 i els 15 anys. És a dir, a mesura que ens anem fent grans, la nostra personalitat és cada vegada més estable.

## Actualitat: controvèrsia genètica-ambient
Sembla obvi pensar que tant la genètica com l'ambient són dos factors clau per determinar la personalitat, tot i que aquesta qüestió va generar molta polèmica en la societat del segle xx. Gràcies al fet que els termes es van poder quantificar, els psicòlegs han pogut descobrir que l'ambient hi també té un paper molt important. Actualment, superada la controvèrsia genètica-ambient, la discussió se centra en quin grau d'influència tenen cadascun d'aquests elements sobre la personalitat.
La Genètica de la conducta és la disciplina que s'ocupa de l'estudi causal de les variacions conductuals hereditàries dels organismes vius i com aquestes n'afecten el comportament. Aquests estudis parteixen del supòsit que els trets tenen un component biològic concret i, per tant, han d'estar codificats per gens; ja que podríem dir que en el codi genètic és on trobem totes les “instruccions” per a qualsevol característica física, anatòmica i conductual. Per tant, tota conducta que estigui representada fenotípicament (sigui observable) ha de tenir una part psicobiològica, ja que no apareixeria sense la regulació del sistema nerviós central.
Antigament la concepció sobre els efectes del genotip era escassa, però actualment sabem que els gens codifiquen certes proteïnes, les quals són les encarregades de determinar el funcionament del que anomenem “endofenotips” (entre l'ADN i el fenotip que observem), i aquests determinen el grau de manifestació d'una conducta. Això ens indica que el genotip no determina com ens comportem, sinó que hi té un paper important; però, en funció de la seva interacció amb el medi ambient, la conducta serà una o una altra.
Pel que fa a l'ambient, hi ha un parell d'estudis, el del peix cara-de-cotorra i el de Bruce/Brenda/David, que ens mostren la importància i la gran capacitat que poden arribar a tenir l'entorn i l'educació en les diferències individuals. Com en el cas de la variació genotípica, l'ambiental també es pot classificar en dos tipus: la comuna (ambient compartit) i l'específica (ambient no compartit). L'ambient compartit està format per tots aquells factors comuns en una família: la cultura, el capital, la dieta… i l'ambient no compartit són els factors que no són compartits per membres de la mateixa família, per exemple: els amics, escoles o classes a què assisteixen, l'edat, etc. Si estudiem les correlacions entre la personalitat i l'ambient compartit i el no compartit, veiem que la correlació amb l'ambientalitat comuna és de 0,05 mentre que, en canvi, la no comuna augmenta fins a 0,35. De tal manera que la variació que no es pot atribuir a la genètica és conseqüència de l'ambient. En definitiva, els factors ambientals són molt variats i poden influir de manera diferent segons l'etapa de la vida en la qual ens trobem; però cal tenir molt clar que les influències genètiques i ambientals no es poden considerar de manera separada.

## Universalitat dels trets de la personalitat
Molts dels tests de la personalitat esmentats anteriorment han estat aplicats en diversos països, cultures i llengües.
El model dels cinc factors es va traduir a 29 llengües diferents de l'anglès, per constatar si eren vàlids per descriure la personalitat en altres països. Un cop traduït, el test es va administrar a mostres de 56 països diferents, i es va trobar que la seva estructura era replicable a totes les cultures majoritàries del món. Els seus resultats també van indicar que l'escala dels 5 factors era altament fiable i que les diferències culturals observades en l'estructura de la personalitat eren poc significatives; amb això es comprova que els seus trets són universals. Aquesta investigació també tenia com a objectiu documentar sobre la distribució mundial dels trets de personalitat en les diferents zones del planeta. En ser un territori massa general, se’n van determinar les zones segons 10 regions.
Amb un nivell de confiança del 95% (assumint un marge d'error del 5%), els trets de personalitat es van distribuir de la següent manera:
- Extraversió: les regions amb una puntuació més alta en aquest tret van ser Oceania i Amèrica del Nord, mentre que la regió menys extravertida va ser l'est d'Àsia.
- Cordialitat: els nivells més alts de cordialitat es troben a l'Àfrica i a Amèrica del Nord, mentre que els més baixos es troben a l'est d'Àsia. Tot i així, hi ha poca variació entre regions.
- Responsabilitat: la regió amb més responsabilitat és l'Àfrica, seguida d'Amèrica del Sud, mentre que la puntuació més baixa, amb diferència, es troba a l'Àsia de l'est.
- Neuroticisme: els nivells més alts d'aquest tret es troben a la regió de l'est d'Àsia, seguida d'Amèrica del sud, mentre que els més baixos es troben a l'Àfrica i a l'Europa de l'est.
- Obertura a l'experiència: la puntuació més alta amb diferència es troba a Amèrica del Sud, mentre que la més baixa, separada de forma notable, es troba a l'Àsia de l'est.